# Щёголев, Александр Геннадиевич
Александр Геннадиевич Щёголев (род. 1961) — русский писатель-фантаст, инженер-системотехник.

## Биография
Родился 2 апреля 1961 года в Москве, живёт в Санкт-Петербурге. По образованию инженер-системотехник, работал на кафедре бортовых ЭВМ в Ленинградском институте авиаприборостроения.
С 1992 года — профессиональный писатель. Член Союза писателей Санкт-Петербурга. Пишет в жанре приключений и фантастики.
В 2022 году подписал письмо в поддержку российского военного вторжения на Украину.

## Награды
- 1992 — Премия «Старт» за дебютную книгу «Клетка для буйных» (совместно с Александром Тюриным)
- 1995 — Премия «Бронзовая улитка» за повесть «Ночь навсегда»
- 2007 — Премия «Полдень» журнала Бориса Стругацкого «Полдень. XXI век» за повесть «Хозяин», как за лучшую публикацию года
- 2008 — Премия «Астрея» за рассказ «Вать машу!»
- 2011 — Премия «Полдень» журнала Бориса Стругацкого «Полдень. XXI век» за повесть «Песочница», как за лучшую публикацию года

## Краткая библиография
1. 1991 — «Клетка для буйных» (в соавторстве с Александром Тюриным; повести «Клетка для буйных» и «Программируемый мальчик»)
2. 1992 — «Мания ничтожности» (рассказы «Паутина», «Дождик», «Цель пассажира», «Показания обвиняемого», «Катастрофа»; повесть «Три кита Его земли»)
3. 1993 — «Сеть» (повесть «Сеть» в соавторстве с Александром Тюриным; повести «Кто звал меня», «Драма замкнутого пространства», «Сумерки»)
4. 1995 — «Инъекция страха»
5. 1995 — «Ночь навсегда»
6. 1996 — «Любовь зверя»
7. 1996 — «Ночь, придуманная кем-то»
8. 1996 — «Инъекция страха»
9. 1996 — «Доктор Джонс против Третьего рейха» (в соавторстве с Александром Тюриным)
10. 1997 — «Свободный Охотник» (роман «Свободный Охотник», повести: «Двое на дороге», «Раб»)
11. 2000 — «Пик Жилина»
12. 2002 — «Львиная охота»
13. 2003 — «Новая инквизиция» (в соавторстве с Виктором Точиновым)
14. 2006 — «Жесть»
15. 2007 — «Как закалялась жесть (Ужасы любви)»
16. 2009 — «Отрава»